# Ritratto d'uomo (Tiziano Copenaghen)
Il Ritratto d'uomo, conosciuto anche como Ritratto del pittore veneziano Giovanni Bellini (?) è un dipinto a olio su tela (80,5x66,5 cm) di Tiziano, databile al 1514 circa e conservato nello Statens Museum for Kunst di Copenaghen.

## Storia e descrizione
L'opera è conosciuta da quando si trovava in una raccolta svedese nel 1828. Entrò nelle collezioni del museo, per acquisto, nel 1912. L'attribuzione è pressoché unanime, con analogie del soggetto, un uomo a mezzo busto in una stanza, con il suonatore di clavicembalo nel Concerto.
Alcuni hanno ipotizzato che l'uomo, il cui volto scarta verso un interlocutore invisibile, possa essere Giovanni Bellini, vecchio maestro di Tiziano; e in effetti così il museo lo presenta. Innovativa, rispetto alla tradizione, è la postura del corpo e dello sguardo, rivolti in direzioni opposte. Da una finestra a sinistra, elemento tipico della ritrattistica veneziana, si scorge un luminoso paesaggio agreste.